# Stade Matmut-Atlantique
Das Stade Matmut-Atlantique (kurz: Matmut-Atlantique, auch bekannt als Stade Bordeaux-Atlantique) ist ein Fußballstadion im Stadtviertel Lac im Norden der französischen Stadt Bordeaux im Département Gironde. Es wird überwiegend vom Fußballverein Girondins Bordeaux genutzt. Seit der Fertigstellung im Mai 2015 stehen Plätze für 42.115 Zuschauer zur Verfügung. Insgesamt bieten sich 4400 Business-Sitze, davon 1000 in 60 Logen sowie 200 Presseplätze und 125 rollstuhlgerechte Plätze und ebenso viele Plätze für die Begleiter.

## Geschichte
Die Arbeiten auf dem Gelände starteten am 4. November 2012. Die Errichtung wurde in acht Abschnitte unterteilt. Mit den Arbeiten am Fundament wurde Anfang 2013 begonnen. Der Grundstein des neuen Stadions wurde am 15. April 2013 in Anwesenheit von Bürgermeister Alain Juppé gelegt. Für den Entwurf sind die Schweizer Architekten Jacques Herzog und Pierre de Meuron des Architekturbüros Herzog & de Meuron verantwortlich. Sie haben unter anderem die Allianz Arena in München, das Nationalstadion Peking und den St. Jakob-Park in Basel entworfen. Das Nouveau Stade de Bordeaux ersetzte das alte Stade Jacques-Chaban-Delmas als Girondins-Spielstätte und war Austragungsort von vier Gruppenspielen und einer Viertelfinalpartie der Fußball-Europameisterschaft 2016.
Neben Fußballspielen werden auch Rugbypartien und Konzerte im Stade Matmut-Atlantique veranstaltet. Am 5. und 6. Juni 2015 fanden die Halbfinalspiele der französischen Rugby-Union-Meisterschaft 2014/15 im Neubau statt. Darüber hinaus werden vereinzelte Spiele des Rugby-Union-Clubs Union Bordeaux Bègles ausgetragen. Für das für Rugbyspiele benötigte längere Spielfeld wurden auf den Unterrängen der Hintertortribünen vier mobile Sitzreihen verbaut, die den Umbau von 1000 temporären Plätzen innerhalb von sieben Stunden ermöglichen.
Als Eröffnungsspiel wurde die Partie des 38. und letzten Spieltages der Ligue 1 2014/15 am 23. Mai 2015 gegen den HSC Montpellier ausgewählt.
Das Stadion von Bordeaux war Schauplatz des Endspiels um den Coupe de la Ligue 2017/18. Paris Saint-Germain bezwang die AS Monaco mit 3:0. Abermals fanden die Halbfinalspiele der französischen Rugby-Union-Meisterschaft in der Saison 2018/19 und  2023/24 in Bordeaux statt. Darüber hinaus war das Stade Matmut-Atlantique Spielort der Rugby-Union-Weltmeisterschaft 2023 und ist auch als Stadion für Fußballspiele bei den Olympischen Sommerspielen 2024 in Paris vorgesehen.

## Name
Der Name Grand Stade de Bordeaux war die vorläufige Bezeichnung der Veranstaltungsstätte. Zur Deckung der Baukosten sollten die Rechte an einen Namenssponsor verkauft werden. Da bis Mitte März 2015 noch kein zahlungskräftiger Sponsor gefunden werden konnte, wurde der Neubau bei der Eröffnung im Mai 2015 unter der Bezeichnung Nouveau stade de Bordeaux eingeweiht.
Anfang September 2015 erwarb das französische Versicherungsunternehmen Matmut (Mutuelle d’assurance des travailleurs mutualistes) für zehn Jahre bis 2025 die Sponsoringrechte am EM-Stadion von 2016. Es trägt seitdem den Namen Stade Matmut-Atlantique. Über die Vertragssumme wurde von beiden Seiten Stillschweigen vereinbart. Der Name wurde großflächig auf dem Stadiondach angebracht.

## Finanzierung
Die veranschlagten Baukosten von 183 Millionen Euro wurden durch eine Öffentlich-private Partnerschaft abgedeckt.

### Aufteilung der Baukosten
Öffentliche Träger:
- Staatshaushalt Frankreichs: 28 Millionen Euro
- Stadt Bordeaux: 17 Millionen Euro
- Region Aquitanien: 15 Millionen Euro
- Bordeaux Métropole: 15 Millionen Euro

Sonstige Kostenträger:
- Girondins Bordeaux und der Fernsehsender M6: 20 Millionen Euro
- Stadt Bordeaux: 6,7 Millionen Euro (jährlich über 30 Jahre) von denen 3,85 Millionen Euro aus Girondins' Jahresmiete bestehen.
- Verkauf der Namensrechte des Stadions an einen Sponsoren: ca. 15 Millionen Euro[2]

## Spiele zur Fußball-EM 2016
Anlässlich der Fußball-Europameisterschaft 2016 in Frankreich fanden im Stade de Bordeaux fünf Spiele statt. Um Interessenskonflikte mit UEFA-Sponsoren zu vermeiden, trug das Stadion während des Turniers den Namen Stade de Bordeaux.
| Datum         | Runde         | Heim        | Gast     | Ergebnis                        |
| ------------- | ------------- | ----------- | -------- | ------------------------------- |
| 11. Juni 2016 | Vorrunde      | Wales       | Slowakei | 2:1 (1:0)                       |
| 14. Juni 2016 | Vorrunde      | Österreich  | Ungarn   | 0:2 (0:0)                       |
| 18. Juni 2016 | Vorrunde      | Belgien     | Irland   | 3:0 (0:0)                       |
| 21. Juni 2016 | Vorrunde      | Kroatien    | Spanien  | 2:1 (1:1)                       |
| 2. Juli 2016  | Viertelfinale | Deutschland | Italien  | 1:1 n. V. (1:1, 0:0), 6:5 i. E. |

## Französische Länderspiele
Da die französische Fußballnationalmannschaft ihre Partien meist im Stade de France austrägt, fand bisher nur ein Freundschaftsspiel der Équipe Tricolore im neuen Stadion von Bordeaux statt. Die Frauenmannschaft trat zu einem Qualifikationsspiel zur EM 2021 an.
Männer
- 7. September 2015:  Frankreich –  Serbien 2:1 (Freundschaftsspiel)[12]

Frauen
- 9. November 2019:  Frankreich –  Serbien 6:0 (Qualifikation zur EM 2021)[13]

## Galerie

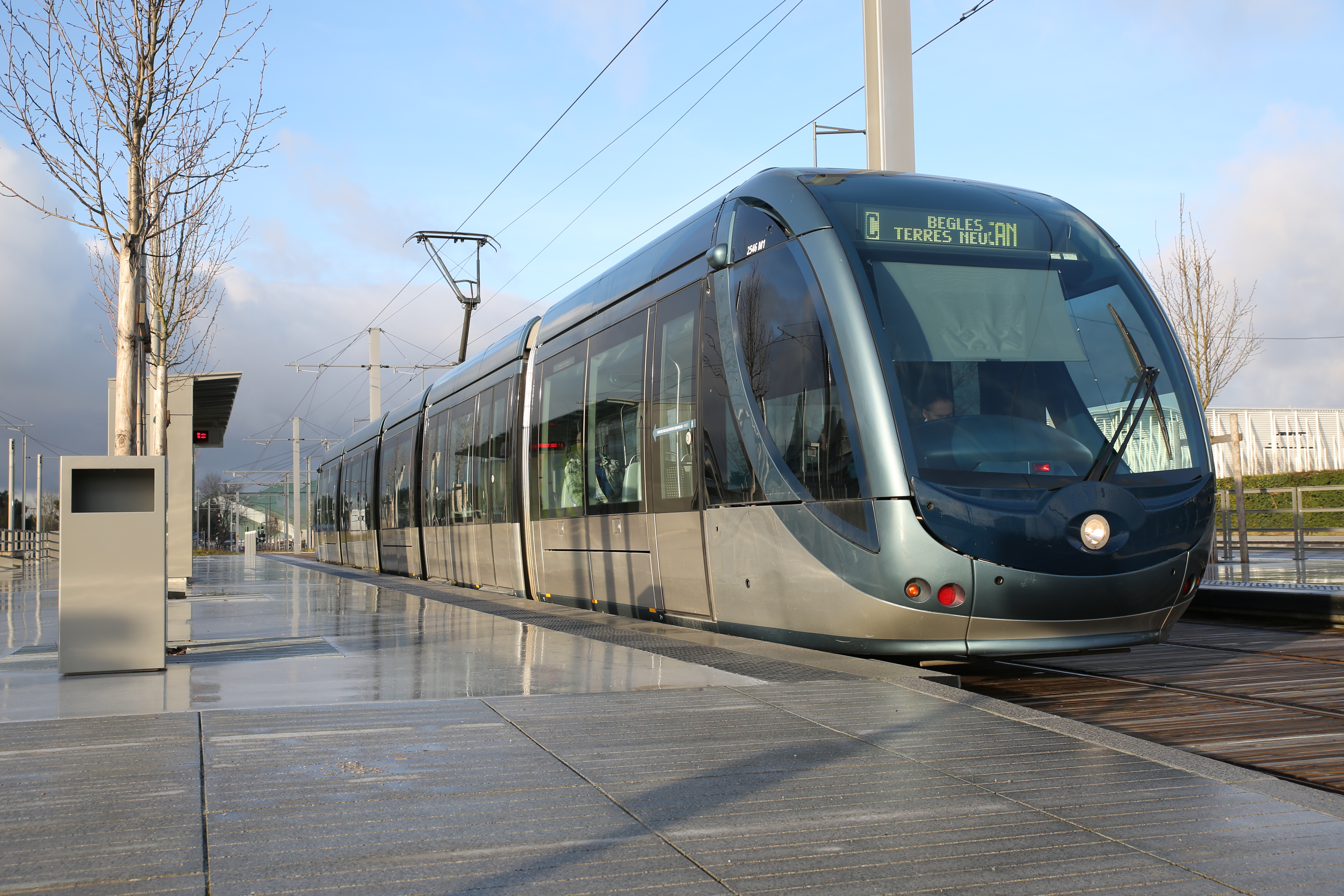
Die im Januar 2015 eingeweihte Station Parc des Expositions – Stade der Linie C der Straßenbahn Bordeaux in der Nähe des Stadions
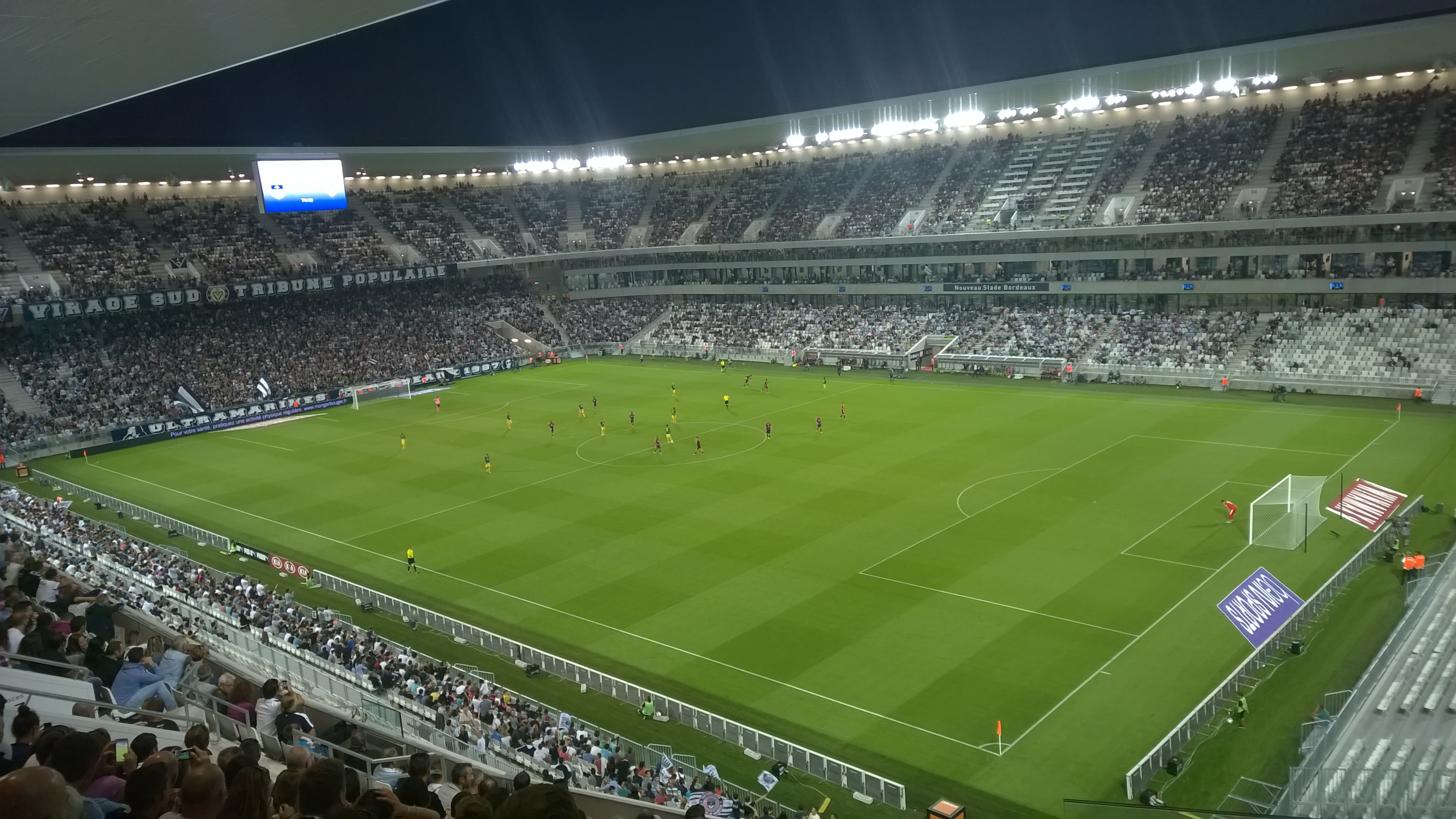
Das UEFA-Europa-League-Hinspiel zwischen Girondins Bordeaux und dem AEK Larnaka (3:0) in der Qualifikationsrunde der Saison 2015/16 am 30. Juli 2015.
Das Stadion im April 2016